# 裴安定
裴安定（?—?），唐朝时疏勒王。
唐高宗仪凤年间，疏勒一度被吐蕃占领，旋即被唐朝收复。唐玄宗开元十六年（728年）正月十四，唐朝派遣大理正乔梦松摄鸿胪少卿，册封裴安定为疏勒王，同时册封于阗阿摩支知王事、右武卫大将军、员外置同正员、上柱国尉迟战为于阗王。